# Meámbar
Meámbar est une municipalité du Honduras, située dans le département de Comayagua. La ville est fondée en 1630. La municipalité comprend 17 villages et 93 hameaux.

## Source de la traduction
- (en)/(es) Cet article est partiellement ou en totalité issu des articles intitulés en anglais « Meámbar » (voir la liste des auteurs) et en espagnol « Meámbar » (voir la liste des auteurs).